# Scotopelia ussheri
Scotopelia ussheri là một loài chim trong họ Strigidae.